# Barrage de Boyabat
Le barrage de Boyabat est un barrage-poids en béton sur la rivière Kızılırmak bordant les provinces de Sinop et de Samsun, en Turquie. Il est situé à 8 km (5 mi) au sud-ouest de Durağan et à 24 km (15 mi) au sud-est de Boyabat.
La construction a commencé en 2008 et le barrage et la centrale électrique ont été achevés en décembre 2012. Son objectif principal est de produire de l'énergie hydroélectrique. La centrale électrique du barrage a une capacité installée de 513 MW.

## Histoire
Les plans du barrage ont commencé en 1958 lorsque l'administration de l'enquête sur les travaux électriques a étudié le potentiel hydroélectrique de la rivière. En 1979, la société turque State Hydraulic Works (DSI) et la société japonaise de développement de l'énergie électrique ont achevé des études de faisabilité. Une étude et une proposition finales ont été achevées peu de temps après. En 1986, DSI a commencé les travaux préliminaires qui comprenaient les routes d'accès et les tunnels de dérivation. Doğuş Holding a remporté l'appel d'offres du barrage le 18 septembre 1995. Ils ont signé une concession avec le ministère turc de l'énergie et des ressources naturelles le 22 octobre 1998. Cependant, une licence d'exploitation de la centrale électrique n'a été accordée que le 14 novembre 2007. Cinq banques turques ont dû financer 750 millions de dollars sur le prix de 1,2 milliard de dollars du barrage. Le consortium propriétaire du barrage est devenu Boyabat Elektrik.

## Construction
La construction du barrage commence en avril 2008 avant d'être interrompue et redémarre en janvier 2012. Le barrage et la centrale sont réceptionnés le 3 décembre 2012 et inaugurés neuf jours plus tard,.